# Conselice
Conselice is een gemeente in de Italiaanse provincie Ravenna (regio Emilia-Romagna) en telt 9207 inwoners (31-12-2004). De oppervlakte bedraagt 60,3 km², de bevolkingsdichtheid is 147 inwoners per km².

## Demografie
Conselice telt ongeveer 3903 huishoudens. Het aantal inwoners daalde in de periode 1991-2001 met 2,8% volgens cijfers uit de tienjaarlijkse volkstellingen van ISTAT.
| Jaar | Inwoneraantal |
| ---- | ------------- |
| 1991 | 9075          |
| 2001 | 8822          |

## Geografie
Conselice grenst aan de volgende gemeenten: Alfonsine, Argenta (FE), Imola (BO), Lugo, Massa Lombarda.